# Хосе Леонардо Наварро
Хосе Леонардо Наварро Галіндес (ісп. José Leonardo Navarro Galindez) — мексиканський футболіст, що грав на позиції нападника, зокрема, за клуб «Атланте», а також національну збірну Мексики.

## Клубна кар'єра
У футболі відомий виступами за команду «Атланте», кольори якої і захищав протягом усієї своєї кар'єри гравця.

## Виступи за збірну
1950 року дебютував в офіційних матчах у складі національної збірної Мексики. Протягом кар'єри у національній команді провів у її формі 2 матчі, забивши 1 гол.
Був присутній в заявці збірної на чемпіонаті світу 1950 року у Бразилії, але на поле не виходив.